# 鶴岡祐将
鶴岡 祐将（つるおか ゆうすけ、1988年11月23日 - ）は、千葉県四街道市出身のプロデューサー、実業家。m&nGroup株式会社代表取締役社長CEO。AxiSManagement プロデューサー。　通称：モスコミュール師匠。

## 略歴
- 2009年 イベント団体モスコミュールファミリー設立 代表に就任
- 2010年 カフェラウンジ秋葉原Hermate(ハーメイト) 出店、代表に就任
- 2011年 チバテレビ「日本おもしろ昔話」放送、プロデューサーを務める
- 2011年 カフェラウンジ秋葉原Hermate(ハーメイト) 新店舗を出店、総合プロデュース
- 2012年 avex主催a-nation 野外ステージ企画制作を務める
- 2013年 東京MXTV「直球表題ロボットアニメ」広報を務める
- 2013年 日テレ「てさぐれ!部活もの」アソシエイトプロデューサーを務める
- 2014年 日テレ「てさぐれ!部活もの あんこーる」アソシエイトプロデューサーを務める
- 2014年 東京MXTV「みならいディーバ」制作プロデューサーを務める
- 2014年 日テレ「猫ブース鬼パーセント芋!!」アソシエイトプロデューサーを務める[2]
- 2014年 フリーペーパー「あきかる」プロデュース
- 2015年 「会員制 BAR RELUM -リルム-」開業[3]
- 2016年 「アミューズメントバーApare-アペル-」開業
- 2018年 「撮影スタジオ Meteor-ミーティア- 」開業
- 2019年 「男装BAR Salieri la Torata-サリエリ・ラ・トルタ-」開業
- 2019年 「アメリカンスタイルバー MADCS-マディクス-」開業
- 2020年 「Mon Petit Jardin -モン・プチ・ジャルダン-」開業

## 人物
- ニコニコ動画の歌ってみた・踊ってみた・描いてみた系のコラボやイベントの主催者と出演者の仲介を行っていたという。 モスコミュール師匠と自称しており、由来は「歌ってみた」で有名な人間のLiveの打ち上げでモスコミュールばかりハイペースで飲んでいたため同じテーブルに居た者たちから命名されたのが始まりだという。2009年12月24日にはプロダンサー、ひとりでできるもんと共同でプロダンサー＋踊ってみた＋歌ってみた＋描いてみたのイベントを開催した[4]。オーナーとして秋葉原にニコニコバー「Hermate（ハーメイト）」を出店。つんく♂・志倉千代丸と交流が有り、「つんつべ♂」にも準レギュラー出演していた。チバテレビ「日本おもしろ昔話」でプロデューサーを務め、東京MXTV「直球表題ロボットアニメ」では広報を担当。2013年 日本テレビ「てさぐれ!部活もの」を皮切りにアニメのプロデューサー業を本格的にスタート、アソシエイトプロデューサーを経て世界初の生放送アニメ「みならいディーバ」では制作プロデューサーを務めた。  2016年当時コンセプトカフェ業界には無かった会員制を採用したBAR「RELUM -リルム-」を開業、翌年2017年にはアミューズメントバー「Apare-アペル-」を開業、コンセプトを生かした飲食店を2018年現在全国11店舗展開している。アニメ・芸能様々な業界と交流持ち、木村良平、谷山紀章、白石稔、GARNiDELiA、浪川大輔など多くの著名人が店舗に来店している。

## 関連作品
プロデュースやエグゼクティブプロデュース、制作協力等
アニメ
- 日本おもしろ昔話
- gdgd妖精s
- 直球表題ロボットアニメ
- てさぐれ!部活もの
- てさぐれ!部活もの あんこーる
- みならいディーバ
- 邪心ちゃんドロップキック

TVCM
- SUPER☆GiRLS × PUMA evoSPEED
- 初音ミク Project DIVA TVCM

インターネット番組
- 猫ブース鬼パーセント芋!!

店舗
- Hermate
- 会員制BAR RELUM-リルム-
- アミューズメントバーApare-アペル-
- 撮影スタジオ Meteor-ミーティア-
- アメリカンスタイルバー MADCS-マディクス-
- BAR Canaria-カナリア-
- 男装BAR Salieri la Torata-サリエリ・ラ・トルタ-

イベント
- a-nationAB-BOY NATION
- a-nationIDOL PARK
- きたまえ↑
- 痛Gふぇすた